# 緋染天空 Heaven Burns Red
《緋染天空 Heaven Burns Red》是GREE旗下子公司WFS和VISUAL ARTS旗下的遊戲品牌Key共同開發製作的角色扮演手機遊戲。劇情腳本由麻枝准操刀，為睽違15年再度參與製作的新作遊戲，於2022年2月10日推出。

## 遊戲系統
《緋染天空》是一款以劇情為核心的角色扮演遊戲，採用時間軸敘事設計來推進故事，保留了 galgame 常見的對話選項，提供豐富的劇情體驗。同時，全語音演出細膩描繪了主角與其他角色之間錯綜複雜的情感，使玩家能深刻融入角色的心境，感受劇情中的情感起伏，以及標語「憶深切慟」所傳遞的極致情感深度與震撼。
戰鬥系統採用指令式回合制，玩家可從多名角色中選取六人編隊，隊伍區分前衛與後衛各三名，可依戰況自由變換位置，但唯有前衛角色能夠發動技能。敵我雙方戰鬥時均具備DP（防禦值）與HP（生命值）兩種量條，DP可透過技能回復，HP則一旦減損即無法復原，任一方HP歸零即戰敗。角色可利用技能指令來進行攻擊、回復、輔助等操作，施展技能需消耗SP，每回合各角色會自動回復2點SP，最多累積至20點。此外，戰鬥中設有「OverDrive」特殊機制，持續攻擊敵人即可累積OverDrive量表，量表最多分為三階段，階段越高，發動時增加的SP及額外獎勵回合數越多。
此外，玩家需透過角色培養、隊伍配置和技能運用等方式來戰勝敵人，角色培養可在遊戲內通過各種副本活動來獲得強化素材以及飾品，飾品分為多種種類，每個種類都有不同的效果，可以為角色賦予額外屬性和技能加成。

## 世界觀
某日，地球遭到來自宇宙的神祕生命體「星癌體 」襲擊，陷入危險之中。由於人類至今為止製造的兵器都對「星癌體」無效，故輕易就吃下敗仗。結果，人類被迫放棄大半土地，許多國家在戰爭中被毀滅。目前，地球大部分土地已被「星癌體」控制，人類的時間所剩無幾，甚至已經做好滅絕的心理準備。
就在此時，一種新型武器「熾天使 」誕生了。只有佩戴「熾天使」的人才能有效擊殺「星癌體」。於是，人類聚集了可以運用「熾天使」的人，帶著最後的希望建立了「熾天使部隊」。能操縱「熾天使」的人有一個共同點，那就是她們都是擁有某項特殊才能的少女。茅森月歌就是其中一人，她也投身於與「星癌體」之間的戰爭。

## 用語
星癌體
即為本作的敵人，是一種神秘的生命體。
據推測其來自外太空，在地球上不斷繁殖，被稱為「宇宙體內的癌細胞」。有說法認為其「從人類無法感知的高次元獲取能量」，但其智力水平與地球上的低等生物相仿，僅憑本能捕食智慧生命體，行動方式類似動物。由於其不耐水，因此不會跨越海洋從其他大陸抵達。
熾天使
對星癌體決戰兵器。
那些駕運熾天使的人們被稱呼為熾天使部隊，熾天使有劍、鐮、盾、槍、砲等各種類型。
熾天使部隊
由駕運對星癌體兵器「熾天使」的人們組成的團體。
駐紮在人類防禦要塞「學園基地」，在有事之際挺身而出，對抗「星癌體」。
熾天使指令
召喚熾天使時詠唱的指令，每句指令都是最能提高各自士氣的一句話。
納比
在基地裡度過時光的神秘生物。
渾身漆黑，形狀圓潤，仔細一看會發現隱約有手腳，牠們性情溫和無害，經常在基地的納比廣場看到。
She is Legend
月歌曾經待過的傳奇搖滾樂團。
以融合了西方正統尖叫和敘事系硬核的獨特音樂性，一躍成為當紅炸子雞。主要出道專輯橫掃新人獎，首次巡迴演出也獲得成功，但不久後卻以「無法專心音樂活動，也失去了繼續活動的意義」為由解散。之後月歌與 31A 的隊員們以「新一代She is Legend」的名義重新開始活動，並多次發表新曲。

## 角色列表

### 第31A部隊／新一代She is Legend
該部隊在入伍後的適性測試中取得優異成績，因此被任命為先鋒隊。
茅森月歌（聲：楠木灯，歌：XAI）
本作主角。第31A部隊隊長。
傳說的搖滾樂團「She is Legend」的原吉他手兼主唱。她還一手包辦詞曲，第一張正式出道專輯囊括了推出當年的所有新人獎。無人不稱她為天才。一心愛著音樂，甚至招集31A的六人組成新一代「She is Legend」。她的個性樂天，卻很重視夥伴，有時會展現出驚人的毅力。
和泉由希（聲：前川涼子）
過去隸屬於駭客集團「ORCHID」的天才駭客，曾阻止第三次世界大戰發生。
在充滿耍笨角色的31A中唯一有常識的人，因此一肩扛起吐槽的職責。喜歡茅森以前待的傳說級樂團「She is Legend」，曾是她的粉絲。進入熾天使部隊後雖被茅森耍得團團轉，卻也盡心地輔佐她。在新一代「She is Legend」裡擔任鼓手和樂隊指揮。
逢川惠（聲：伊波杏樹）
好勝的關西超能力少女。
她會用超能力，實力卻是未知數。應該說，她進入熾天使部隊以來還沒怎麼派上用場，卻堅信自己是救世主。面對同年代，且受到大眾擁戴為天才的茅森，她單方面地抱持著競爭意識。在新一代「She is Legend」裡擔任吉他。
東城司（聲：天海由梨奈）
她擁有完美的外表，自稱是菁英情報員。
但是，不管怎麼看，她都無疑是個毫無內涵的廢柴情報員。不過，倒是知道很多沒用的情報。她每天會將美肌的秘訣傳授給同在31A的朝倉可憐，並為此感到非常滿足。在新一代「She is Legend」裡擔任鋼琴。
朝倉可憐（聲：芹澤優，歌：鈴木このみ，嘶吼：Ayumu）
這位少女熱愛著遊戲，最擅長玩FPS，性格和外表一樣惹人憐愛。
喜歡能單手進食的垃圾食物，理由是可以不用中斷遊戲。然而，她的裏人格是可怕的殺人魔。在新一代「She is Legend」裡擔任雙主唱之一。
國見玉（聲：古賀葵）
長著幼齒的外表卻是戰艦的原艦長。曾在鄂霍次克海敗退。
性格是天然呆，但本人沒有自覺。敬愛著同在31A，總是會替她說話的逢川惠。對自己的矮小體格感到很自卑。在新一代「She is Legend」裡擔任貝斯。

### 第31B部隊
精銳部隊。
蒼井繪梨花（聲：宮下早紀）
考試一定能考到100分的天才少女。
雖是31B的隊長，但對自己沒自信，總是一副畏畏縮縮的態度。同在31B的白虎是她唯一的心靈依靠。常常會呆住。
水瀨莓（聲：愛美）
和水瀨李是一對姐妹殺手。莓是姐姐。
言行舉止非常粗魯，動不動就拿槍指人的可怕人物。喜歡的運動是棒球。喜歡的食物是蔬菜棒。
水瀨李（聲：小路裕夕）
和水瀨莓是一對姐妹殺手。李是妹妹。
擁有身為殺手的天賦。雖然整個人散發出慵懶的氣質，但惹怒她會很危險。喜歡的食物是5圓硬幣巧克力。
樋口聖華（聲：山根綺）
在基地內的科學技術研究所工作的研究員，也很了解熾天使。
無疑是一位天才科學家，但她的熱情偏離常軌，甚至開始對生命的「死亡」感興趣。為此，她自願成為熾天使部隊的隊員，也會上前線戰鬥。
柊木梢（聲：小澤亞李）
能看見幽靈的少女。
若將眼罩下的左眼解放，就能讓幽靈成佛。擁有輕度的廚二病。
白虎
軍方的實驗結果下，唯一一隻與熾天使成功配對的動物。
她非常聰明，卻很怕生。蒼井是她唯一信任的人。最愛吃的食物是波蘭香腸。

### 第31C部隊
戰力方面，不遜於先鋒隊的31A，經常被派遣執行單獨任務的實力派部隊。
山脇·波昂·伊瓦爾（聲：千本木彩花）
企圖和豐後一起征服世界的瘋狂科學家。不過這充其量是自稱。
她是31C的隊長，和茅森等人同屆。由於冠上A的部隊被視為該屆的菁英，她為了奪取A的頭銜而向茅森等人下挑戰書。雖然態度傲慢、性格衝動，但其實是很重視朋友的善良女孩。
櫻庭星羅（聲：田澤茉純）
可以藉由占星術看見未來的占卜師，經常推薦他人做戀愛占卜。
如果沒有占卜道具「水晶」，就什麼都做不到。冷靜沉著的她所說出來的話，蘊含著莫名的說服力。此外，她的占卜命中率是53%。
天音巫呼（聲：宮崎珠子）
她為了探究不老不死，而做出各式各樣的藥物。
在探究過程中製造的各種藥物治過不少疾病，為全世界做出了莫大的貢獻。她稱自己是稀世的魔術師。披著鬆垮的長袍，看起來很像蘿莉角色，但她本人絕不承認。
豐後彌生（聲：白花戀香）
瘋狂科學家山脇的小跟班，企圖一起征服世界的少女。
體型嬌小，心智年齡也很低，長處只有傑出的運動能力，足以和星癌體戰鬥。語尾是「餒」。總是說著好戰的話，卻是會莫名引發α波的治癒系角色。
神崎阿黛爾海德（聲：稗田寧寧）
來自德國，愛出風頭所以絕不隱身的忍者。
對忍者抱有很大的憧憬，靠著自修式瘋狂特訓而學會忍術。她會在基地裡到處展現自己的忍術。一旦得到某種程度的注目，她的語言中樞就會失調，並開始興奮。
佐月麻里（聲：宮本侑芽）
在基地內的所有商店工作的超人店員。
令人懷疑她說不定有分身存在。 而且在戰鬥方面也很強。由於在兄弟的包圍下長大，所以她偶爾會露出粗暴的一面。她為了成為31C的精神支柱而每天奮鬥著。

### 第31D部隊
一群由各懷絕技的人才所組成的部隊，才能發揮出最大的功能。
二階堂三鄉（聲：奈波果林）
天才圍棋棋士，身為最年少名人，曾達成前所未有的50連勝，周遭都期待她會是未來的棋聖。
她非常尊敬被稱為「天才」，且同為棋士的祖父。她總是小心保持有威嚴的言行舉止，但是贏了比賽或是看到喜歡的食物時，可以看到她露出少女般的表情。或許是不習慣接受他人的稱讚，意外地容易害羞。
石井色葉（聲：桑原由氣）
藝術家，天生就有特異的知覺，無法看到和常人眼中一樣的顏色。
她並沒有因為無法辨識顏色而感到自卑，反而熱衷於描繪獨自的世界。不只是和色彩相關的事，她在各種面向都抱有獨特的價值觀。因此，她的作品大多偏向極度獨特的表現。
命吹雪（聲：浅見春那）
她深愛聽著聽著就會想死的危險音樂──抑鬱黑金屬。
她也曾經演奏過普通的金屬音樂，但當她踏進抑鬱黑金屬的世界，她的樂團成員便隨之離去。之後，她一個人擔下吉他、貝斯、主唱、混音、母帶後製的工作，只有鼓聲是事先錄好的。作品很多，但是最熱銷的專輯也只賣了21張。
室伏理沙（聲：中村櫻）
渾身散發出母性的大姐姐。因排球社的菁英身分而受到挖角。
擁有能寬恕一切的包容力，在她的包容力下，不管是平常繃得多緊的人都會忍不住想撒嬌。要是把她當成媽媽看待，她會邊做出「哎呀哎呀」、「呵呵呵」等反應，但仍是會糾正對方。看不出來她是不是真的在生氣。在她面前，所有人的心智都會變回幼兒。
伊達朱里（聲：大野柚布子）
以網球社的菁英身分受到挖角……但自我評價異常低落的悲觀少女。
練習時能正常表現，但參加大會時無法發揮練習時的實力，所以戰績是零。但是，對網球的心態非常認真（謙虛過頭就是了）。只要待在她身邊，就有可能被她的悲觀氣場影響。
瑞原藍娜（聲：星谷美緒）
正在第一線大顯身手的研究員，長著一副幼齒的外表，卻有海洋生物學的博士學位。
性格和外表的氛圍一致，是個態度悠哉的少女。在海洋生物中，她對深海魚特別有興趣，無論是外表、生態，還是味道，一切都令她著迷不已。是個勤勉的人，但是不熟悉海洋生物學以外的學問。

### 第31E部隊
由大島家姊妹組成的部隊。姊妹感情非常融洽，擁有頂尖的團隊合作。此外，由於姊妹們大多有過極貧生活的經歷，因此她們具有強烈的上進心，對軍務也充滿了熱忱。
大島一千子（聲：日向葵）
在貧困的家庭長大，六胞胎的長女，是家裡的協調者。
即使過得窮苦，她也時常面帶笑容，為了營造開朗的家庭而一路奮鬥過來。身為長女的她有很強的責任感。有強烈的上進心，渴望在軍中出人頭地，藉此帶給家庭穩定的收入。
大島二以奈（聲：金子彩花）
在貧困的家庭長大，六胞胎的次女，是家裡最時尚的人。
在地方雜誌當讀者模特兒時，賺到的錢都繳回家裡，工作現場獲贈的衣服還會分送給家人。喜歡打扮，但是因為窮困，平常的衣服重視實用性。對自己的容貌有自信，每天都努力不懈的提升自我。
大島三野里（聲：中島由貴）
在貧困的家庭長大，六胞胎的三女，是家裡的開心果。
她之前為了幫助家裡生計，過著早上送報紙，放學後送外賣的打工生活。在熾天使本部，她也溜滑板運送著各種貨品。為了以最快的速度送貨，就算是不可能的路徑，她也會乘著滑板衝過去。
大島四葉草（聲：內山茉莉）
在貧困的家庭長大，六胞胎的四女，是家裡的懶蟲。
她是姐妹之中唯一沒有半點上進心的少女。基本上是個家裡蹲，因為窮困，狂睡就是她的興趣，不過有一張天使的睡臉。進入熾天使部隊後，她就一手遊戲一手可樂，可說是極盡奢侈之能事。
大島五十鈴（聲：中野さいま）
在貧困的家庭長大，六胞胎的五女，是家裡的麻煩製造機。
喜歡惡作劇，不時會讓家人頭疼。擅長開鎖，開鎖的時候會把鎖當成生物般對待。據本人的說法，她也很擅長對待女孩子。
大島六宇亞（聲：福嶋美里衣）
在貧困的家庭長大，六胞胎的么女，是家裡的療癒系角色。
喜歡活動身體，在跑步方面不想輸給任何人。她善於溝通，和任何人都能成為朋友。非常嚴格鍛鍊自己的身體，有時甚至會從中得到快感。

### 第31F部隊
各領域人才濟濟，各懷絕技，自主獨立的部隊。
柳美音（聲：鳥越まあや）
她除了擔任31F的隊長，還身兼管家的身分，需要服侍同部隊的丸山奏多。
身為管家的能力非常高，除了能完美處理家事和雜務，戰鬥能力也很傑出。輔佐調皮的丸山是很費神的事，但是她比任何人都
敬、信賴著率直的丸山。她能敏銳感知到丸山的危機，有點過度照顧的傾向。為了丸山，她有時會露出冷血的一面。
丸山奏多（聲：河野日和）
她具備各種領域的品味，對品味有很強的執著。
她雖貴為名門的獨生女，言行舉止卻像是個少年。身為管家的柳曾糾正她那大剌剌的言行舉止，但是本人一點也不在意。雖然本
絕不承認，不過她其實嚴重依存著柳。
華村詩紀（聲：時澤香保里）
深愛著古典樂的指揮家。
創造好的音樂必須了解感情，而了解感情當然必須多談戀愛，這就是她的信念。基於她的信條，多情並不可恥，所以她招待無數少女進房過。有朝一日，以熾天使部隊的隊員組織一個以她為中心的樂隊（後宮），是她的夢想。
松岡綺羅路（聲：小島ゆい）
可以做到各種動作的特技演員。
她那不斷出現新傷的身體，就是「平安」完成艱難特技的證明。她對幕後的工作感到驕傲，無論任何要求，她都會大方地點頭幫忙。她在演戲方面也有點造詣，而且很會配合現場氣氛。
夏目祈（聲：築山苑佳）
這個少女繼承了江戶時代相傳下來的處刑人劍技。
時常散發出沉重的氣場，不讓任何人接近自己。基本上不與人交談，也不會和任何人眼神相交。她或許只是不擅長說話而已。
黑澤真希（聲：黑瀨優子）
只花一年就稱霸全國的暴走族總長。
將道上的夥伴擺在第一位，為了義理和人情而活。一發現意志堅強的人，就想邀對方加入自己的隊伍。堅決不認可「廣島燒」這種說法。

### 第31X部隊
由多國組成的部隊。雖然各人主張激烈，但由於多數成員都經歷過實戰，因此具有高超的作戰能力，展現出穩定的戰鬥表現。
卡羅爾·利帕（聲：八卷安奈）
美國紐約分部派遣過來的熾天使隊員。31X的隊長。
總是穿戴自己準備的服裝和眼罩，言行舉止採英雄風格。使用鐮刀型的熾天使，想透過暗黑英雄系設定來凸顯自己的形象。吐槽也是美式。
李映夏（聲：東鄉しえり （至Ver.3.8.1）→ 小柳日菜 （Ver.3.9.0後））
中國北京分部派遣過來的熾天使隊員。
她以身為諸葛孔明的子孫為傲，且她本人也備有過人的軍事策略。有時會因為太尊敬孔明而陷入鬼打牆的窘境。一遇上和三國志劇情有關的事，她的防禦心就會降低。
艾琳·雷德梅因（聲：Marika）
英國倫敦分部派遣過來的名偵探，同時也是熾天使隊員。
擁有敏銳的觀察力和推理能力，推理正確時會很得意。聽說她認為名偵探不該暴露自己的真面目，所以現在使用的是假名。她大部分的奇怪舉動都會用「因為我是名偵探」這句話硬是蒙混過去。
芙里提卡·巴拉克里希南（聲：小坂井祐莉繪）
印度新德里分部派遣過來的熾天使隊員。
這位少女是數學奧林匹克歷來年紀最小的金牌得主。很難看出她是在思考還是在發呆。她經常在對話時突然沉浸在數字的世界裡，卻又突然回歸對話，就像什麼事也沒發生一樣。
瑪麗亞·黛·安傑利斯（聲：亜月優音）
羅馬分部派遣過來的熾天使隊員。
穿著修女服，並隨身帶著和裝扮不相稱的斧頭。外表看起來嬌弱，實際上卻是大力士。一臉兇相而且動不動就口吐惡言，但是有非常重視打招呼等禮節的一面。
夏洛特·斯可波夫斯加（聲：會澤紗彌）
俄羅斯莫斯科分部派遣過來的熾天使隊員。
在無數的恐怖戰場倖存下來，卻沒有什麼顯著的功績。不知為何每次都只有她一個人活下來，相當不可思議的少女。總是抱著兔猻的玩偶。

### 第30G部隊
現役熾天使部隊中資歷最深的部隊。她們憑藉著在無數激戰中累積的豐富經驗，擁有一流的隊員實力。在與新人的聯合任務中，也經常擔任前輩的角色，提供支援與指導。
白河結奈（聲：花守由美里）
被夥伴深深信賴著，相當可靠的存在。
擁有認真且誠實的人格特質，同時具備親和力。她也有可愛的一面，要是聽到意想不到的話就會不知所措。隨著茅森找她商量的次數增加，她也越常露出不知所措的一面。
藏里見（聲：井澤美香子）
對米飯有著不尋常的愛好和相關技術。
創造出熱帶捲和懷舊飯糰等美食，在基地內博得不少人氣。自發性地在戰鬥中輔佐月城。雖然總是裝成一副泰然自若的樣子，但是一和茅森接觸，就會被她耍得團團轉，甚至造成人設崩壞。
月城最中（聲：松本沙羅）
號稱現任熾天使部隊中最強的戰士。
她的一舉一動猶如武士，具備強者的威嚴。擅長製作飲料和湯料理。和過去死於戰鬥中的摯友一起經營咖啡廳，是她以前的夢想。
菅原千惠（聲：根本京里）
表情和語氣時常變來變去。
情緒平穩的時候很有氣質，一旦發火就會變得十分兇暴。愛著蘿莉塔服飾，每天都想增加蘿莉塔同伴。和同部隊的桐生很投緣，因為兩人都愛著某種文化。
小笠原緋雨（聲：嶺內智美（至Ver.3.0）→櫻井海亜（Ver.3.1 - 3.8.1）→田中美海（Ver.3.9.0後））
30G部隊裡年紀最小的少女，活在劍道的路上，自詡為孤高的劍士。
很在意自己年紀小的事實，所以有事沒事就擺出前輩的架子。其實是個怪人，她給自己的設定是無法戰鬥超過3分鐘。要是在劍術以外的方面被誇獎，就會因為不習慣而慌得要命。
桐生美也（聲：大西亞玖璃）
具備弓道的天賦，曾被評價為「百年難得一見的人才」，並獲選為日本代表。
因深愛著日本傳統文化而成立「日本傳統文化保存同好會」，她很積極地進行著同好會活動，至今卻還是只有她一個會員。她的裝扮很有特色，身披和服並戴著面具。她平常待人恭敬、溫和，但一開始興奮，就會化身積極強勢的類型。

### 司令部
手塚咲（聲：瀨戶麻沙美）
她是基地的司令官、熾天使部隊的總指揮官，而且還是先鋒隊31A的教官。
人類目前能在圓頂避難所生存，可以說都是她的功勞。曾經以強大的熾天使隊員身分在前線活躍，但現在已退出前線。對茅森等人31A的操練非常嚴厲，偶爾會化身魔鬼教官。
七瀨七海（聲：內田秀）
負責照顧茅森等人的軍官少女。年紀看起來很小，但入隊資歷比茅森等人早很多。
以作戰參謀的身分輔佐手塚。手塚肯定她天生的分析能力，相當尊重她的意見。擅長冷靜地處理業務。
淺見真紀子（聲：花井美春）
為茅森等人講課的教官。
她和手塚一樣，本來是熾天使隊員，由於戰鬥中負傷而轉任教官。她也有淘氣的一面，一喝酒就會放飛自我。

## 開發

### 前期
最初，《Heaven Burns Red》的開發是由另一個工作室進行的，但由於狀況變化，後來決定交由更加專注於創作的Wright Flyer Studios來負責。這不僅是開發的轉移，也包含了整個企劃的主導權、責任與人員的全面轉移。
專案本身早在柿沼洋平加入之前便已開始，這大約是五年前的事。當時Key的麻枝准與GREE展開了「想做些什麼作品」的討論。2018年之後，Wright Flyer Studios正式接手該企劃。最初的企劃內容是一款塔防遊戲，與目前的形式完全不同。當時的預算與規模都比現在小得多。然而，麻枝准看到企劃後表示：「如果這將是我十多年來的復出之作，那麼我希望製作一款真正完整的RPG」，因此企劃的方向進行了大幅度轉變。
就在這個轉折點上，柿沼也調任至WFS，他認為該團隊具備實現大型企劃的能力。麻枝准的劇本、yuugen的角色設計，加上WFS開發RPG的經驗，《Heaven Burns Red》的構想就此啟動。初期由大約十人進行企劃撰寫，在經過一至兩年之後，雖然認為企劃本身具備潛力，但若要將其實現為一款遊戲，仍需要一位能統籌開發的關鍵人物。這時，柿沼與下田翔大接觸，邀請他加入團隊，從遊戲設計到開發全盤統籌。

### 開發
2017年初，Steam平台的崛起帶動了PC遊戲開發的討論，這也是GREE與Visual Arts合作的起點。當時麻枝准正好從疾病中恢復，準備重返創作，雙方於是以麻枝的企劃為核心啟動合作，並從PC遊戲構想轉向開發大型的智慧型手機遊戲。
柿沼在2017年秋天正式參與，2018至2019年期間，他與Key共同進行了企劃撰寫、初步角色設計、世界觀與劇情雛形的構思。yuugen也在此時開始繪製角色，設計品質與角色數量都因長期構思而有所提升。2019年12月，下田翔大正式加入。他接手時遊戲素材已具雛形，但他並未推翻既有成果，而是選擇加以整合與提升。由於當時使用的技術與他想像中的開發方式並不相符，他決定引入Lua語言作為劇本與遊戲機能的連結工具，並與WFS內部的技術團隊協力進行再設計。
此外，原先採用2D畫面的呈現方式無法完整表現劇情的張力，因此他決定轉換成3D。戰鬥系統也從零開始重建，花費約五個月完成原型，並製作到第一章Day8左右的內容，之後帶著該版本向Key提出展示。由於劇情與遊戲形式產生變動，因此也請麻枝准重新撰寫部分劇情。柿沼認為，下田能夠清楚劃分「需要擴展」與「需要收斂」的範圍，例如角色數量從原本的24人提升到48人，讓遊戲世界更具活力；而基地等場景則縮小範圍，以提高角色互動的密度。這樣的調整，讓整個世界觀更有「生機」，也使得遊戲呈現出新的樣貌。

### 發行
在遊戲上線前，團隊進行了封閉測試（CBT），獲得了非常良好的反應，因此決定在正式上線時搭配電視廣告。不過也收到許多寶貴的意見與建議，開發團隊在這段期間進行了大量調整與優化。在CBT之外，他們還進行了多次的用戶測試，並透過這些測試的迭代，不斷改進遊戲的易用性。團隊特別感謝了遊戲發布日期從2021年底延遲至2022年2月，這段額外的時間讓他們有機會進行更多的優化。例如，他們在這期間新增了競技場的自動周回功能，並改進了新手教學。
在針對玩家反饋進行調整時，也注意到「敵人過強」這個問題。他們認為，簡單地削弱敵人並不是最佳解決方案，這會削減遊戲的挑戰性。為此，團隊選擇通過增加玩家獲得經驗值的方式，讓玩家能更快提升角色能力，從而更容易擊敗強敵，既保留了遊戲的趣味性，也回應了玩家的需求。
談到遊戲的核心目標，團隊強調了這次與Key的合作以及創造原創IP的重要性。他們希望能充分展現麻枝准的劇本魅力，同時透過WFS的遊戲設計與宣傳，將這個IP成功推廣給廣大玩家群體。團隊透露，Visual Arts的馬場社長對遊戲的肯定，稱讚其成功保留了麻枝准劇本的精髓，並與WFS的遊戲設計完美結合。

### 營運發展
2019年由WFS與key社宣布將合作推出手機RPG，並交由麻枝准擔任編劇。原先預定於2020年2月28日在東京舉辦製作發表會，但因遊戲品質問題決定將遊戲延期至2021年推出。麻枝准原訂每月公開的樂曲也因為上市日期的調整，暫時停止更新。2021年官方公告於11月展開封閉測試，報名期間從10月14日－10月28日23:59僅提供3,000個名額（iOS和Android各1,500個）。同年11月底官方發表封測報告，並宣布延至2022年2月推出。遊戲於2022年2月10日正式上線，並於3天內達成100萬下載量。同年8月10日發布Steam版，支援 4K 解析度遊玩，並可與手機版帳號互相轉移。
2022年12月1日，官方宣布繁體中文版及韓文版確定開服，中文版名稱為，將於2022年12月13日舉行製作發表會，韓文版為2022年12月9日舉行製作發表會。2022年12月13日，官方於製作發表會上公布繁體中文版預定 2023 年初開服，同時開放事前登錄，遊戲內容將與日版完全同步並於日版追加繁體中文語言選項。2023年2月5日，繁體中文版和韓文版舉行了開服日特別直播。同時，在日文版的1週年直播中也舉辦了跨地區的同步連線。三個地區同步公開2023年2月10日開放繁體中文版和韓文版。
2024年2月1日，Bilibili 遊戲宣佈即將推出簡體中文版，定名為「炽焰天穹 Heaven Burns Red」，並同時展開事前預約。擔任本作腳本的麻枝准老師亦透過「特別寄語」表示祝賀。2024年3月1日，簡體中文官方宣布將於3月20日進行Android封閉測試，並限額開放申請。2024年5月28日，簡體中文官方正式公告「炽焰天穹」將於7月17日上線。

### 製作團隊
- 企劃、原案：WFS（日语：WFS (企業)） × Key
- 原作、主劇本：麻枝准
- 角色設計、主視覺圖：yuugen
- 角色原案：Na-Ga / Humuyun / Maroyaka
- 音樂演出：麻枝准
- 主題曲、劇中曲：麻枝准 × yanaginagi

### 音樂
遊戲音樂由麻枝准全權負責作詞作曲，除與yanaginagi合作的曲目，遊戲中配樂與插曲多數交由She is Legend演唱，曲風為日式搖滾。

#### yanaginagi
編曲由MANYO負責。
- Before I Rise (主題曲)
- White Spell
- Burn My Universe
- Everlasting Night
- Indigo in Blue
- きみの横顔
- Sad Creature
- 星の墓標
- Light Years
- Particle Effect
- 銀河旅団
- インドラ
- 夏気球
- 死にゆく季節のきみへ
- シヴァ
- 幻想都市
- Bougainvillea
- くそ暑い日の誓い
- ディベートソルジャー
- ワルキューレの叙事詩
- Welcome to the Front Line!
- Sailing Ship (Broken Ver.)
- 忘れられた線路
- Asian Soul
- さよならアーリーサマー
- Goodnight Seven Seas
- オールトの雲

編曲：麻枝 准・折戶伸治

#### 混音版（Remix Ver.）
由多位不同編曲家重新混音製作的版本。主要用於「制壓戰」等內容中。
- Everlasting Night (Echoing Remix)

Remixer：sky_delta
- Indigo in Blue (Uniform Remix)

Remixer：Feryquitous
- 星の墓標 (Atlas Remix)

Remixer：HIROSHI WATANABE
- Particle Effect (Aspire Remix)

Remixer：Ryo Arue
- 銀河旅団 (Trip To The Galaxy Remix)

Remixer：Tatsunoshin
- 幻想都市 (Urban Mirage Remix)

Remixer：Xacla
- きみの横顔 (Pathos Remix)

Remixer：Ryo Nakamura
- インドラ (Superstorm Remix)

Remixer：Sta
- シヴァ (Glacier Remix)

Remixer：Hayato Asano
- Burn My Universe (Ablaze Remix)

Remixer：WHITEFISTS

#### She is Legend
由XAI和鈴木konomi組成的2人組合，編曲由吉田穣負責。2022年12月首次發行完整專輯。
- Burn My Soul
- Dance! Dance! Dance!
- ありふれたBattle Song〜いつも戦闘は面倒だ〜
- Pain in Rain
- オーバーキル
- War Alive〜時にはやぶれかぶれに〜
- Goodbye Innocence
- 終末のヒーロー
- Before I Rise (Acoustic Ver.)
- 贅沢な感情
- Judgement Day
- 過眠症
- Muramasa Blade!
- Arch of Light
- シガチョコ
- 放課後のメロディ
- 起死廻生
- Autumn Howl
- Heartbreak Syndrome
- 死にゆく季節でぼくは
- さよならの速度
- Popcorn N' Roses
- Thank you for playing～あなたに出会えてよかった～
- How's everything
- Long Long Spell
- World We Changed
- 陽のさす向こうへ
- 春眠旅団
- 闇夜のKomachi Vampire
- ガラス越しのスペクタクル
- Dear R. Heinlein
- ヤになって閉ざしたハート
- 美しい花咲く丘で
- Come on baby!
- Moon Day Real Escape
- 白の呪文
- 本能寺、ドレスコードで。

#### XAI
- 贅沢な感情

編曲：MANYO

#### Rionos（日语：Rionos）
- After You Sleep (片尾曲)

編曲：MANYO
- 恋心-Rest in Peace-

編曲：MANYO

#### 佐々木恵梨
- Seabird Song

編曲：MANYO

## 宣傳及發行

### 遊戲宣傳與線下活動

#### 日本
2022年2月11日遊戲於日本國內推出，由齋藤飛鳥參與演出的電視廣告開始於當地電視台播出。2022年5月7日起，廣播節目《芹澤優與古賀葵的HEAVEN BURNS RADIO》於日本文化放送旗下超！A&G+的節目《A&G TRIBAL RADIO Edison》不定期放送 。2023年8月16日，常設緋染天空官方實體商店於安利美特秋葉原店1號館6樓宣布開幕。

#### 台灣、香港

在台北地下街拍攝的緋染天空主線故事第五章前篇主視覺海報

繁體中文版上市前，官方於2022年12月26日在Youtube開播第一集《緋染情報局》，並參加第21屆台北國際電玩展，邀請繪師yuugen老師及製作人柿沼洋平和開發監管下田翔大進行宣傳活動。
上市後面向繁中版玩家的《緋染宣傳部》於2023年3月16日在Youtube開播第一集，由緋染宣傳大使櫻井先生擔任主持。同年8月7日~8月31日在台灣的台北地下街、屏東東港華僑市場、香港的高登電腦中心刊登戶外廣告。為迎來主線第五章釋出，2023年12月18日起在台北地下街刊登「主線故事第五章前篇主視覺」廣告，並於2024年1月5日~1月23日與animate cafe台北北門店推出合作活動。為慶祝遊戲2週年宣布參加 FF42，並舉辦台灣首次粉絲見面會，同時於2024年2月5日~2月29日在安利美特台北店、台北地下街刊登戶外廣告。

### 聯動作品
Angel Beats!
2023年2月5日於一週年生放送首次宣佈與同為麻枝准筆下作品Angel Beats!合作推出劇情活動，並收錄原作角色入江美雪的原創個人劇情。2024年1月20日宣佈第二次合作，本次收錄原作角色渕田久子的原創個人劇情。2024年12月25日宣佈第三次合作，本次收錄原作角色關根詩織的原創個人劇情。 此外，以GDM全員畢業為主題，推出岩澤雅美與芳岡唯的合作戰型探索，兩位角色僅限於戰型探索活動中登場，並不參與故事活動。

### 專輯
| 發售次序 | 發售日         | 專輯標題           | 規格編號   | 規格編號  |
| 發售次序 | 發售日         | 專輯標題           | 初回限定盤 | 通常盤    |
| -------- | -------------- | ------------------ | ---------- | --------- |
| 1st      | 2022年12月14日 | Job for a Rockstar | KSLA-0208  | KSLA-0209 |
| 2nd      | 2024年3月27日  | 春眠旅團           | KSLA-0213  | KSLA-0214 |

## 反響及評價
緋染天空於日本Google Play Best of 2022上，獲選「年度最佳遊戲」、「年度最受歡迎遊戲(大賞)」及「年度最佳劇情遊戲(部門賞)」。另於KADOKAWA Game Linkage所主辦的法米通·電擊遊戲大賞（ファミ通・電撃ゲームアワード）2022獲得「新作部門」、「遊戲app部門」、「聲優部門(楠木灯)」與「音樂部門」等四項類別的最優秀賞。
繁中版推出後獲選第十五屆巴哈姆特遊戲動漫大賞「年度人氣行動裝置遊戲」銀賞。並於台灣與香港Google Play Best of 2023獲選「年度最佳遊戲」及「年度最佳平板應用程式」的榮譽入圍獎。營收方面根據數據調查供應商Sensor Tower報告，遊戲在 2022 年 2 月至2023 年 1 月期間於日本地區營收累積超過2億美元。至2023年8月為止全世界累計營收超過3.5億美元，其中日本佔比超過90%。
玩家時常會在X(原推特)上發表劇情感想，劇本擔當麻枝准於訪談中也提及比起傳統電腦遊戲得等到遊戲發售後才能獲得玩家回饋，這種方式可以很快地收到反饋，並即時進行調整或改善。不過「31A無人島冒險」與「孤高的善變者們」的活動劇情先後帶來負面評價，導致麻枝准數度於X上道歉，最後刪除帳號。
2023年7月27日VISUAL ARTS宣布轉讓股份成為騰訊旗下子公司。根據前社長馬場隆博表示，由於緋染天空商業上的成功，使公司營收達到成立33年以來的新高，並促成騰訊同意併購的有利條件之一。該併購案消息曝光於社群造成軒然大波，並引發玩家對於未來會有內容審查的擔憂，key社對此則強調創作內容不會受到影響。

## 外部連結
- 官方网站：繁體中文、簡體中文